# Эмек-ха-Ярден
Эмек-ха-Ярден (ивр. עמק הירדן‎) — региональный совет в Северном административном округе Израиля, недалеко от города Бейт-Шеан.
В региональный совет входят 22 населённых пунктов: 16 кибуцев, 2 мошава и 4 общинных поселения.
Офисы регионального совета расположены между кибуцем Дгания и промышленной зоной «Цемах».

## История
Эмек-ха-Ярден был первый региональный совет в Израиле, основанный в 1949 году, после того, как населённые пункты в этом районе существовали с 1930-х годов и стал образцом для созданных впоследствии других региональных советов.

## Границы совета
Региональный совет Эмек-ха-Ярден ограничен следующими административными единицами:
- С севера: региональный совет Ха-Галиль-ха-Элион и региональный совет Мевоот-ха-Хермон
- С востока: региональный совет Голан
- С юга: региональный совет Эмек-ха-Мааянот
- С запада: Явнеэль, региональный совет Ха-Галиль-ха-Тахтон и региональный совет Эмек-Изреэль

## Население
По статистическим данным Центрального статистического бюро Израиля население регионального совета на 2024 год составляет 14 816 человек.